# Edson André Sitoe
Edson André Sitoe   (Maputo, 8 de setembre de 1988), anomenat Mexer, és un futbolista moçambiquès de la dècada de 2010.
Fou internacional amb la selecció de futbol de Moçambic.
Pel que fa a clubs, destacà a Nacional i Rennes.